# 羽生家住宅
羽生家住宅（はにゅうけじゅうたく）とは、茨城県石岡市八郷地区（旧八郷町）にあった国指定重要文化財の史跡である。
1976年2月3日に主屋と隠居所が附の家相図2枚とともに重要文化財に指定されたが、1993年2月25日に火災で焼失した。

## 解説
羽生家住宅の概要と現在
羽生家住宅は主屋、隠居所（書院）からなっていて、隠居所には池が付属していた。主屋から南側には蔵付きの門が現存しており、現在でもサイクリスト達の写真撮影に使われている。
羽生家住宅の構造
1. 主屋
2. 隠居所（書院）